# Кошарище
Кошари́ще (укр. Кошарище) — село Куликовского района Черниговской области Украины. Население 54 человека.
Код КОАТУУ: 7422781502. Почтовый индекс: 16313. Телефонный код: +380 4643.

## Власть
Орган местного самоуправления — Вершиново-Муравейский сельский совет. Почтовый адрес: 16313, Черниговская обл., Куликовский р-н, с. Вершинова Муравейка, ул. Петровская 48, тел. 2-63-30.